# Чуін-Елга
Чуі́н-Елга́, Чую́н-Ілга́, Чою́н-Їлга́ (крим. Çoyun Yılğa, також Плачанин-Дересі) — річка в Україні, на Кримському півострові. Права притока Качі (басейн Чорного моря).

## Опис
Довжина річки приблизно 7,78 км, найкоротша відстань між витоком і гирлом — 6,53  км, коефіцієнт звивистості річки — 1,20 .

## Розташування
Бере початок на південно-західній стороні від гори Чучелі (1390,9 м). Спочатку тече на південний захід, потім на північний захід, знову тече на південний захід і впадає у річку Качу. Спочатку річка протікає понад хребтом Кочанні Бугри.